# Амазонские ласточки
Амазонские ласточки  (лат. Atticora) — род птиц семейства ласточковых. В состав рода включают три вида. Все представители рода распространены в Америке.

## Систематика
Род был введён английским орнитологом Джоном Гульдом в 1842 году, с типовым видом Atticora fasciata. Родовое название Atticora происходит от др.-греч. Αττικος — «афинский» и др.-греч. κορα — «дева».

## Классификация
В состав рода включают три вида:
| Изображение | Научное название                        | Русское название  | Распространение                                                                       |
| ----------- | --------------------------------------- | ----------------- | ------------------------------------------------------------------------------------- |
|             | Белопоясная амазонская ласточка         | Atticora fasciata | Боливия, Бразилия, Колумбия, Эквадор, Французская Гвиана, Гайана, Суринам и Венесуэла |
|             | Черношапочная южноамериканская ласточка | Atticora pileata  | от юга Мексики до запада Сальвадора                                                   |
|             | Карликовая ласточка                     | Atticora tibialis | от Панамы до запада Эквадора, западная Амазония                                       |